# Brasilia Challenger 1989
Il Brasilia Challenger 1989 è stato un torneo di tennis facente parte della categoria ATP Challenger Series nell'ambito dell'ATP Challenger Series 1989. Il torneo si è giocato a Brasilia in Brasile dal 17 al 23 aprile 1989 su campi in cemento.

## Vincitori

### Singolare
David Wheaton ha battuto in finale  Dan Cassidy con il punteggio di 6–1, 6–2

### Doppio
Ricardo Acioly /  Dácio Campos hanno battuto in finale  Marcelo Hennemann /  Edvaldo Oliveira con il punteggio di 7–6, 6–3